# Mizhâvu

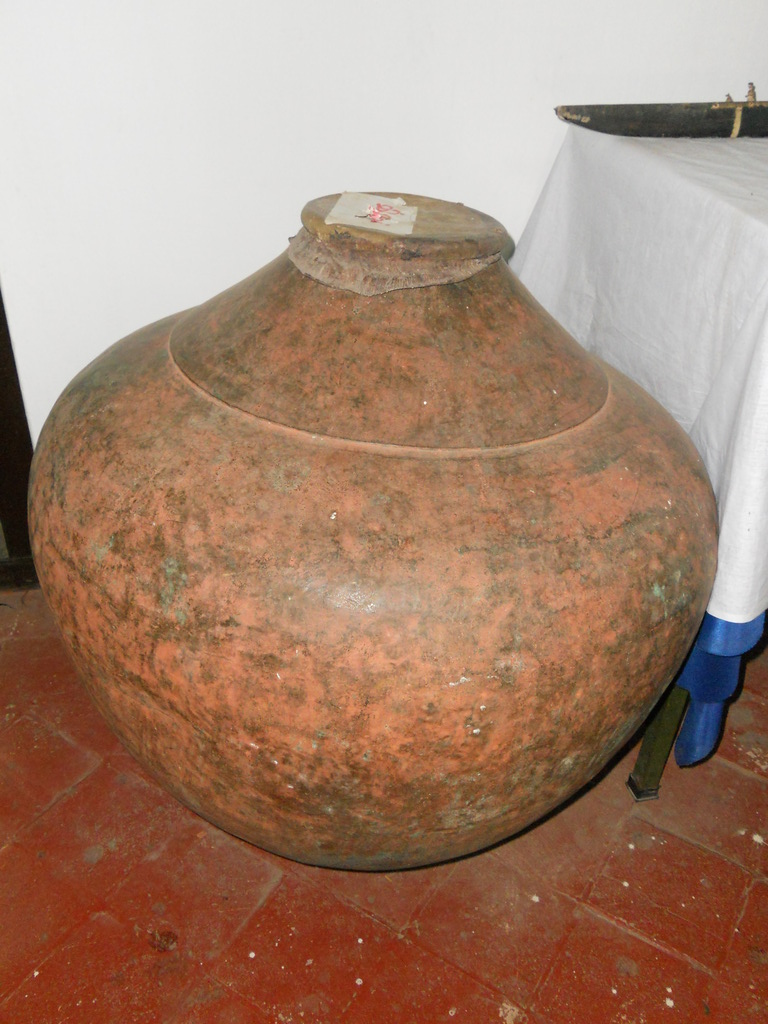
Mizhâvu

Le mizhâvu ou milâvu est un instrument de percussion d'Inde du sud. C'est un membranophone utilisé dans la musique kéralaise par la communauté Nambiar. Il descend sans doute du mulavu médiéval utilisé alors au Tamil Nadu.

## Facture
Il est constitué d'un large pot sphérique en cuivre ou en terre cuite (à l'origine destiné à recueillir de l'eau) de dimension variable (60 cm de diamètre en moyenne) et recouvert d'une membrane animale (parfois jusqu'à cinq côte à côte) nouée autour d'un col court.

## Jeu
Il est frappé à mains nues (l'ancien nom en sanskrit des Nambiars est pānivāda, signifiant « joué avec les mains »).
Il accompagne les représentations rituelles de châkkiyar kûthu et de kutiyattam dans les temples. Il accompagne aussi certaines cérémonies religieuses familiales telles l'annaprasanam (première collation d'un nourrisson), le namakaranam (bâptème), etc.
Il est interdit de réparer cet instrument. On le conserve dans une boîte en bois conçue spécialement à cet effet : le mizhâvana qui sert aussi de support dans le jeu, le percussionniste étant assis à l'arrière.

## Sources et liens externes
- (en) S. Sadie, The New Grove Dictionary of Musicals Instruments, Macmillan, London, 1985.
- (hi) Mani Madhava Chakyar, Nâtyakalpadrumam, Sangeet Natak Akademi, New Delhi, 1975.
- (en) Article et photos
- (en) Vidéos